# 난징의 천사
《난징의 천사》(영어: Angel of Nanjing)는 2015년에 제작한 미합중국의 다큐멘터리 영화이다. 조던 호로위츠, 프랭크 페렌도가 감독을 맡았으며, 난징의 천사에는 천쓰 등이 출연했다.

## 캐스팅
- 천쓰